# Ottenhagen (Uckerland)
Ottenhagen ist ein bewohnter Gemeindeteil im Ortsteil Wolfshagen der amtsfreien Gemeinde Uckerland im Landkreis Uckermark in Brandenburg.

## Geographie
Der Ort liegt sechs Kilometer südöstlich von Woldegk. Die Nachbarorte sind Wolfshagen im Norden, Schlepkow im Osten, Damerow im Südosten, Bülowssiege im Südwesten, Hildebrandshagen im Westen sowie Johanneshöhe und Carolinenhof im Nordwesten.

## Geschichte
Die erste schriftliche Erwähnung des Ortes stammt aus dem Jahr 1734. In dieser Urkunde wurde er in der heutigen Schreibweise verzeichnet.